# Enamină

Structura generală a unei enamine

O enamină este un compus nesaturat obținut prin condensarea unei aldehide sau cetone cu o amină secundară. Enaminele sunt intermediari versatili.

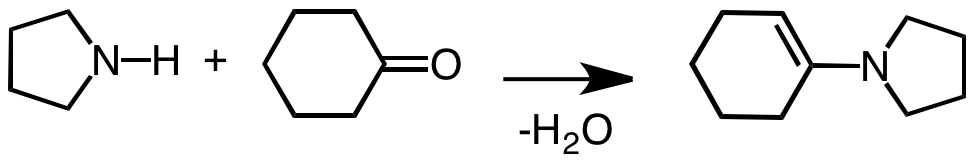
Reacția de condensare cu obținerea unei enamine.

Cuvântul "enamină" este derivat de la afixul en-, folosit ca și sufix pentru alchene, și de la rădăcina amină. Acest lucru poate fi comparat cu enolul, care este o grupă funcțională care conține atât alchene (en-), cât și alcool (-ol). Enaminele sunt considerate a fi analogii cu azot ai enolilor.